# Glicourt
Glicourt est une ancienne commune française située dans le département de la Seine-Maritime en Normandie.
Dans le cadre de la fusion le 1er janvier 2016 des 18 communes qui constituaient la communauté de communes du Petit Caux pour former la commune nouvelle du Petit-Caux, Glicourt devient à cette date une de ses communes déléguées.

## Toponymie
Le nom de la localité est attesté sous la forme Gliscortis en 1051.
Origine du nom : du bas latin cortis, domaine, précédé d'un dérivé du latin ecclésia, église[réf. nécessaire].

## Histoire
Dès 1024, l'abbaye de Saint-Wandrille possède un prieuré à Glicourt, dit « prieuré de Fontenelle ».

## Politique et administration

### Intercommunalité
La commune était membre de la communauté de communes du Petit Caux. Celle-ci s'est transformée le 1er janvier 2016 en commune nouvelle sous le nom du Petit-Caux et les 18 communes qui constituaient l'intercommunalité deviennent des communes déléguées, reprenant le nom et les limites territoriales des anciennes communes.
Le projet de schéma départemental de coopération intercommunale présenté par le préfet de Seine-Maritime le 2 octobre 2015 dans le cadre de l'approfondissement de la coopération intercommunale prévu par la Loi portant nouvelle organisation territoriale de la République (Loi NOTRe) du 7 août 2015 prévoit la fusion de la communauté de communes des Monts et Vallées (12 338 habitants), de cette commune nouvelle du Petit-Caux (9 042 habitants), et  une commune membre de la communauté de communes de Londinières (264 habitants).

### Liste des maires
| Période                                  | Période                  | Identité           | Étiquette | Qualité |
| ---------------------------------------- | ------------------------ | ------------------ | --------- | --- |
| Les données manquantes sont à compléter. |                          |                    |           | |
| 1835                                     | 1849                     | Jacques Ferment    |           | |
|                                          |                          | Bernard Ledru      |           | |
| Les données manquantes sont à compléter. |                          |                    |           | |
|                                          | 1981                     | Marius Chivot      |           | |
| 1981                                     | 2008                     | Pierre Cardon      |           | |
| mars 2008                                | En cours (au avril 2014) | M. Camille Prévost | DVG       | Vice-président de la CCPC (2014 → 2015) Réélu pour le mandat 2014-2020 Devient maire délégué de Glicourt le 1er janvier 2016 |

## Démographie
L'évolution du nombre d'habitants est connue à travers les recensements de la population effectués dans la commune depuis 1793. À partir du 1er janvier 2009, les populations légales des communes sont publiées annuellement dans le cadre d'un recensement qui repose désormais sur une collecte d'information annuelle, concernant successivement tous les territoires communaux au cours d'une période de cinq ans. 
Pour les communes de moins de 10 000 habitants, une enquête de recensement portant sur toute la population est réalisée tous les cinq ans, les populations légales des années intermédiaires étant quant à elles estimées par interpolation ou extrapolation. Pour la commune, le premier recensement exhaustif entrant dans le cadre du nouveau dispositif a été réalisé en 2005,.
En 2013, la commune comptait 231 habitants, en évolution de +17,86 % par rapport à 2008 (Seine-Maritime : +0,48 %, France hors Mayotte : +2,49 %).
| 1793 | 1800 | 1806 | 1821 | 1831 | 1836 | 1841 | 1846 | 1851 |
| ---- | ---- | ---- | ---- | ---- | ---- | ---- | ---- | ---- |
| 250  | 234  | 330  | 279  | 260  | 253  | 269  | 294  | 259  |

| 1856 | 1861 | 1866 | 1872 | 1876 | 1881 | 1886 | 1891 | 1896 |
| ---- | ---- | ---- | ---- | ---- | ---- | ---- | ---- | ---- |
| 276  | 272  | 271  | 231  | 248  | 227  | 241  | 202  | 170  |

| 1901 | 1906 | 1911 | 1921 | 1926 | 1931 | 1936 | 1946 | 1954 |
| ---- | ---- | ---- | ---- | ---- | ---- | ---- | ---- | ---- |
| 167  | 173  | 187  | 164  | 153  | 135  | 160  | 169  | 176  |

| 1962 | 1968 | 1975 | 1982 | 1990 | 1999 | 2005 | 2010 | 2013 |
| ---- | ---- | ---- | ---- | ---- | ---- | ---- | ---- | ---- |
| 152  | 157  | 170  | 212  | 198  | 191  | 187  | 213  | 231  |

## Culture locale et patrimoine

### Lieux et monuments

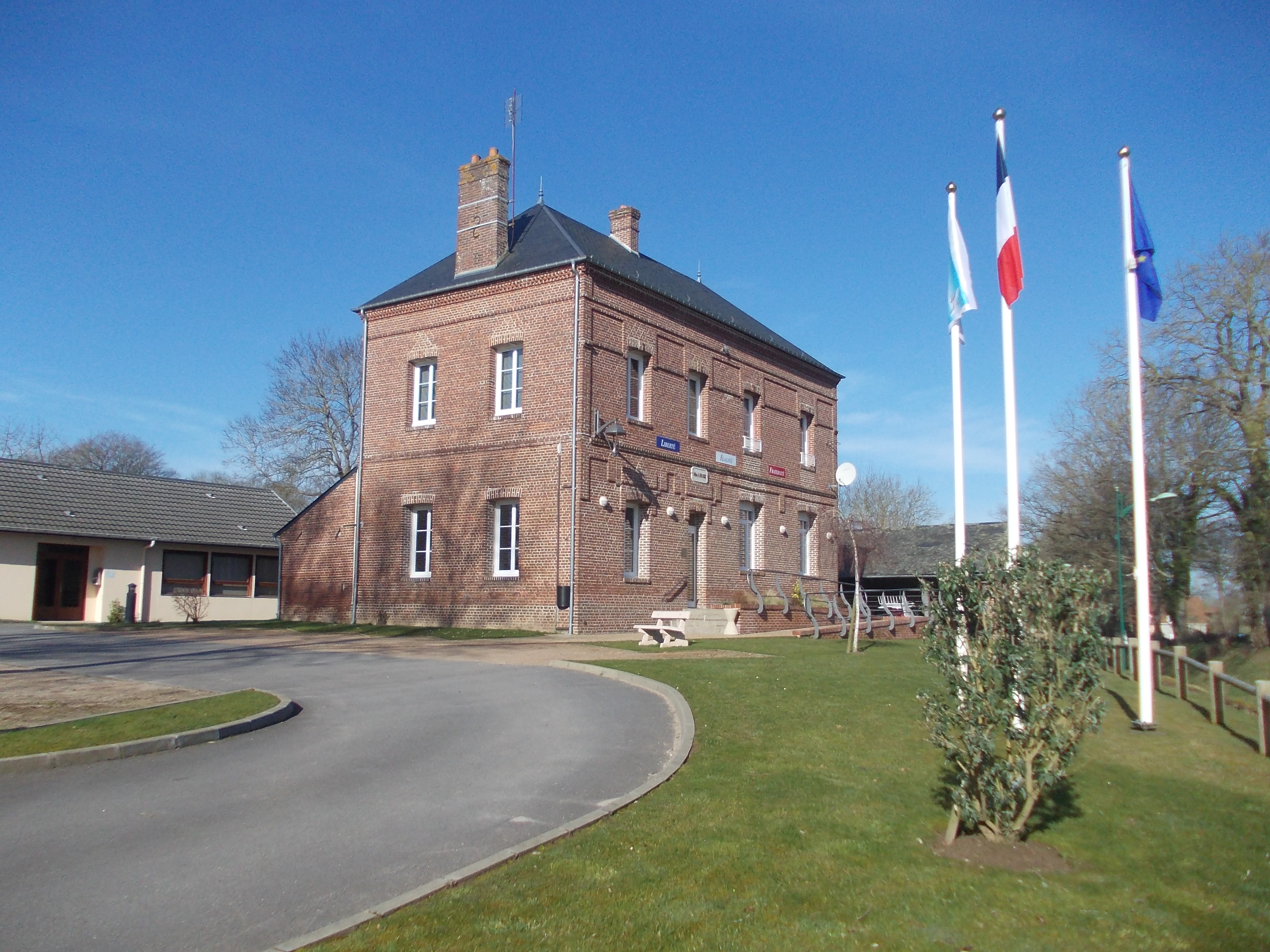

- Église Saint-Martin (XIIIe-XVIe-XVIIe) : le chœur de l'église a conservé des fenêtres et des contreforts du XIIIe siècle. La nef principale a été réédifiée au XVIIIe siècle. Une aile méridionale, construction en grès comportant des cintres du style Renaissance, a été ajoutée au XVIe siècle par les religieux de Saint-Wandrille et porte le nom de chapelle des moines. Sur le mur sud, au-dessus de la partie porte, on peut voir un cadran solaire de grande taille.
- Fonts baptismaux : bois, ferrures et pierre. Un capitulaire de Charlemagne, en 789, ordonne le baptême des enfants pendant leur première année. Les édifices destinés au baptême des catéchumènes, à l'extérieur des églises -la cérémonie du baptême est précédé d'une cérémonie d'exorcisme-, sont alors abandonnés au profit des fonts baptismaux installés dans une chapelle de l'église baptismale. La piscine est remplacée par une cuve baptismale.
- Saint Martin : fin du XVIIe siècle (bois polychrome). Cette statue fait partie de l'ensemble du maître-autel, du retable et du tabernacle, où sont placés saint Nicaise et six chandeliers en bronze. Saint Martin, évêque de Tours (315-397), est surtout connu pour l'épisode du partage du manteau à Amiens. Enterré à Tours, le saint est le patron de nombreuses églises et il est imploré contre les maladies du carreau, de l'érésipèle, du ventre, de la vessie et de la petite vérole. Il est présenté ici en habits épiscopaux. Une autre statue de saint Martin, figurant l'épisode du manteau, est présente dans l'église.
- Saint Nicaise : fin du XVIIe siècle (bois polychrome). Saint Nicaise fait également partie de l'ensemble du retable. La tradition rapporte que saint Nicaise a été le premier évêque de Rouen.
- Bâtiment prieural XVIe siècle pierre et silex. Depuis longtemps, les moines de Saint-Wandrille possèdent le fief de l'église de Glicourt. Ce grand bâtiment s'appelle encore l'abbaye et porte les armes de l'abbaye de Saint-Wandrille.

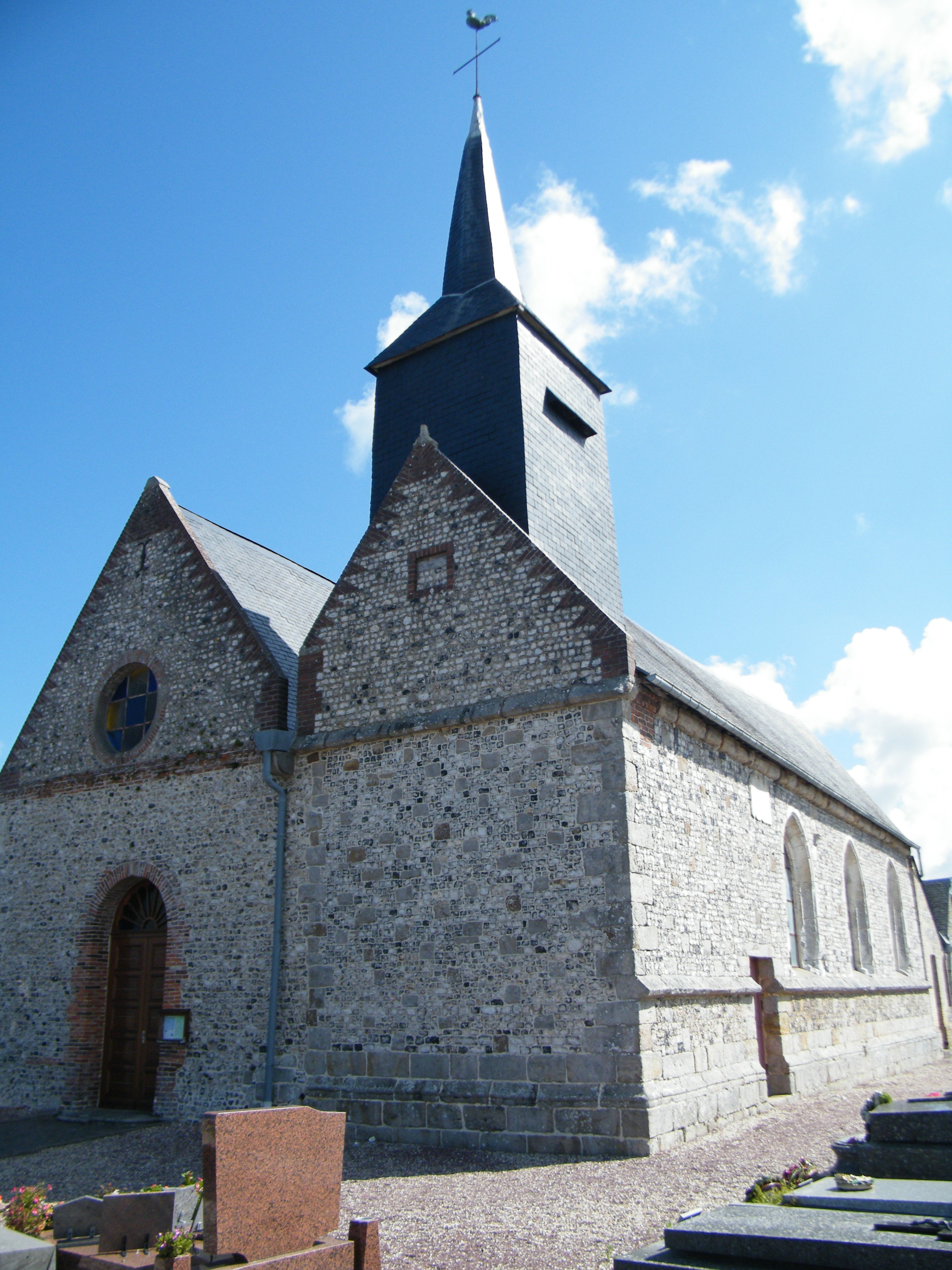
Saint-Martin.
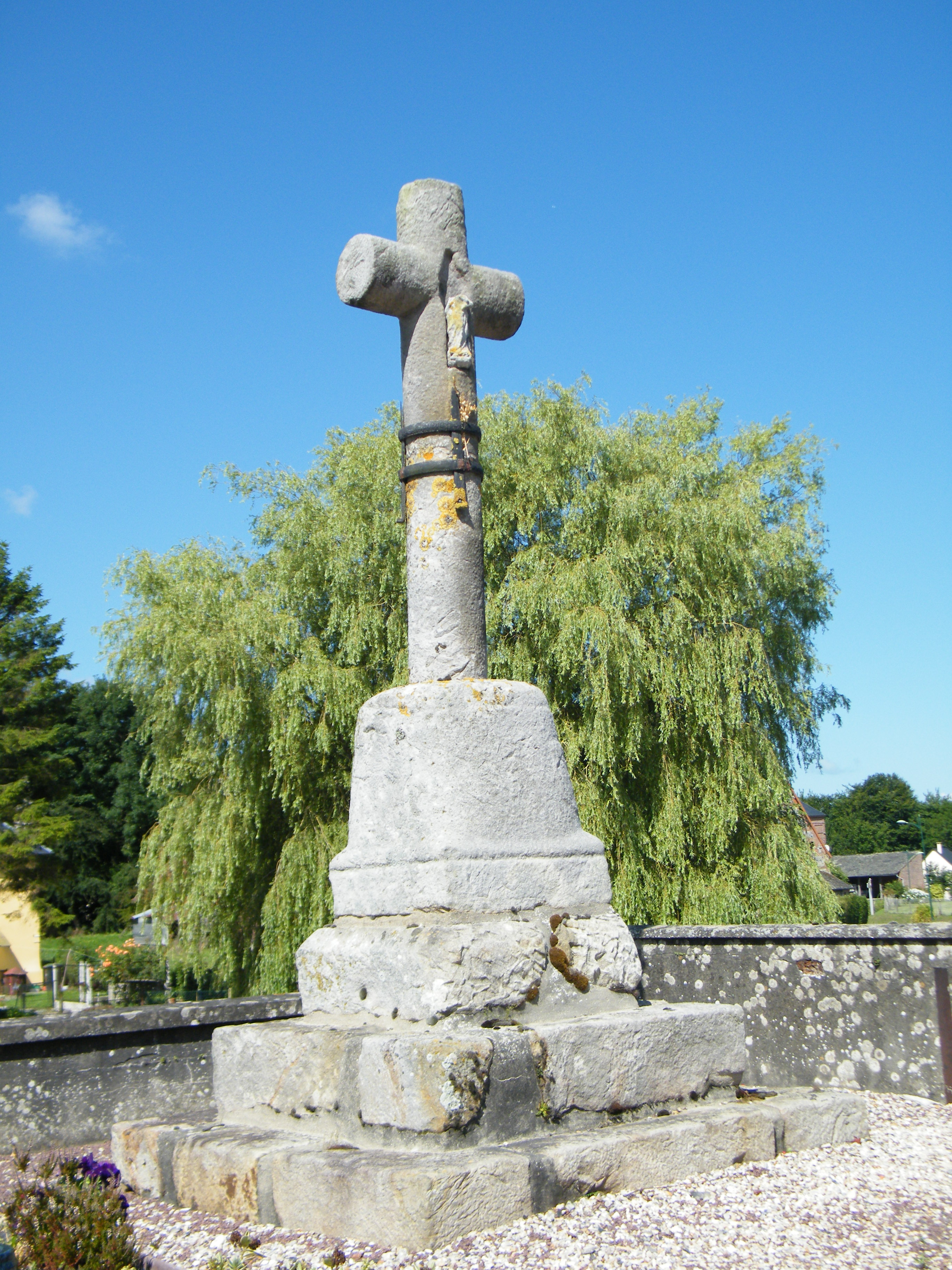
Calvaire de pierre.
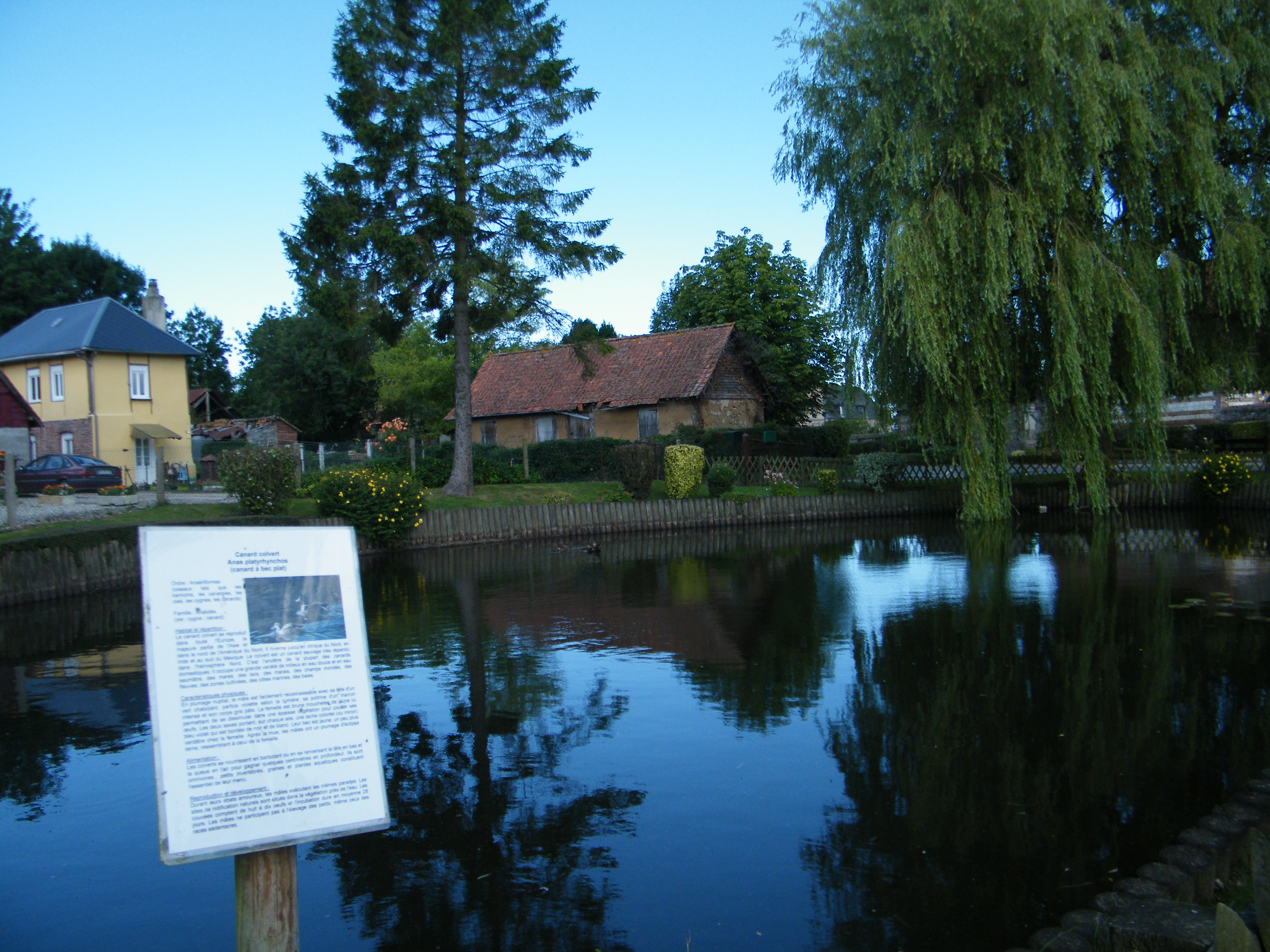
Mare communale.
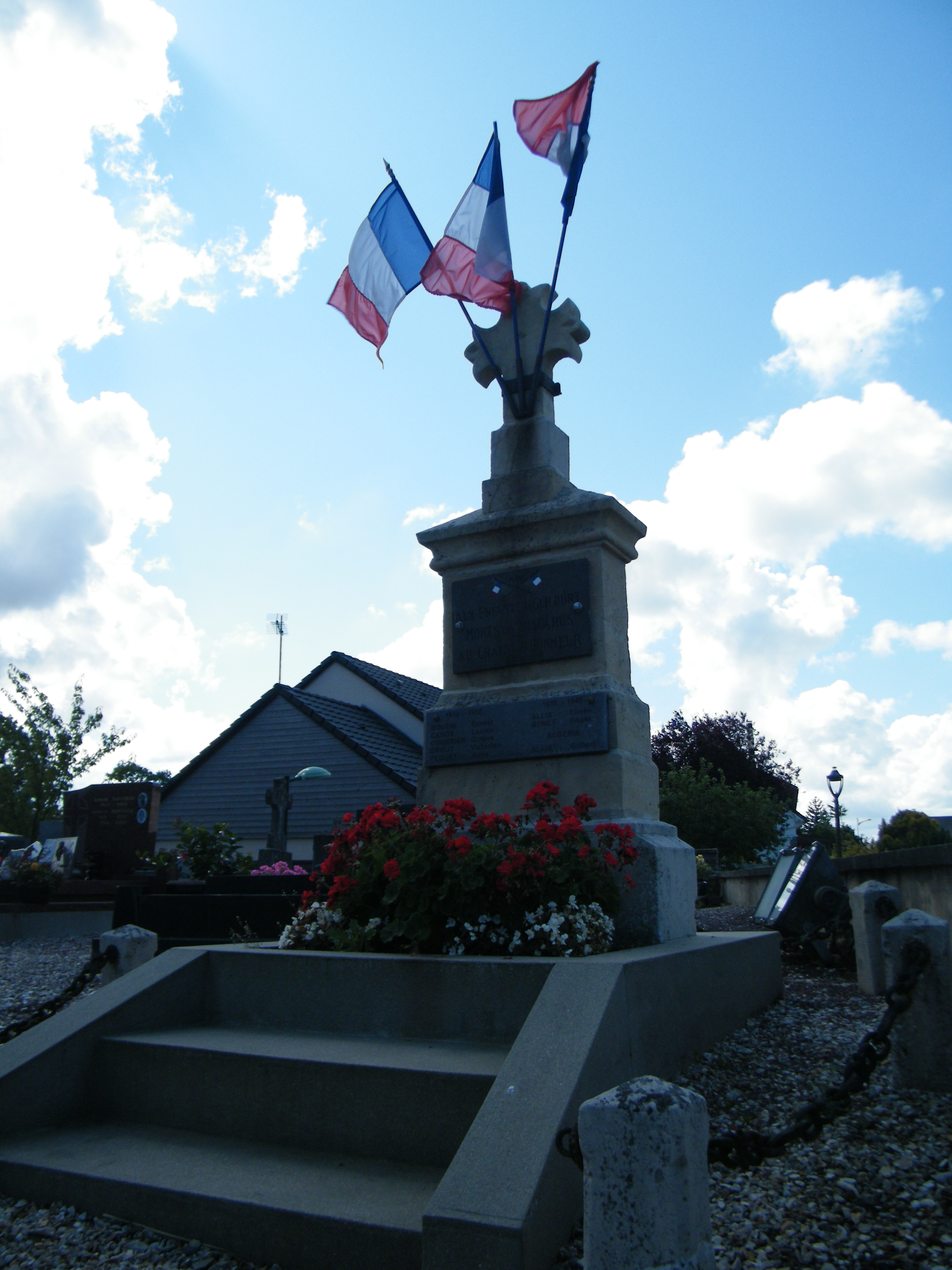
Monument aux morts.
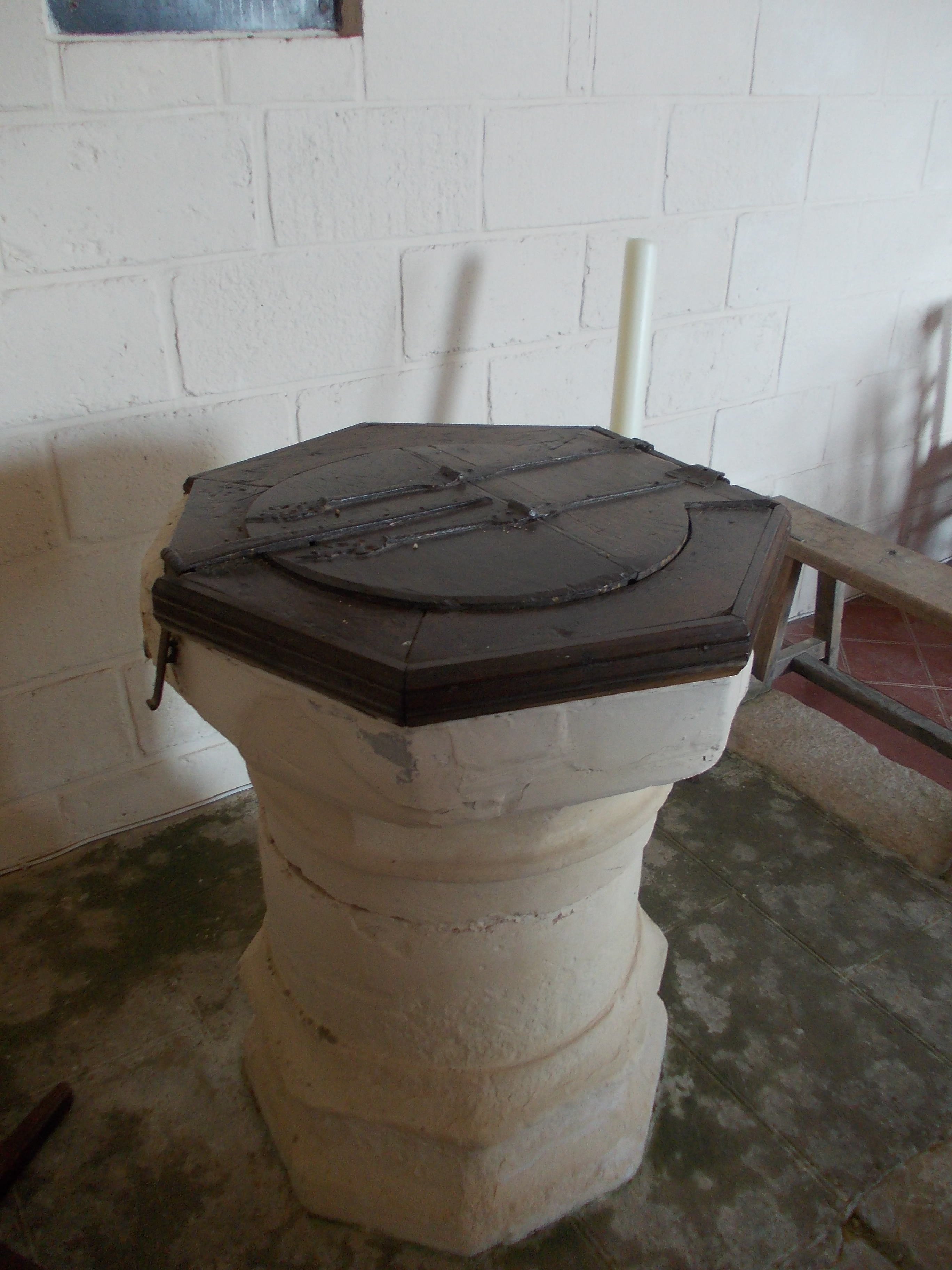
Fonts baptismaux.